# Millis Rowland Jefferis
Sir Millis Rowland Jefferis, britanski general, * 9. januar 1899, † 5. september 1963.
Jefferis je v 1920. letih delal kot vojaški inženir v Indiji in današnjemu Pakistanu, kjer je bil odgovoren za izgradnjo cest in mostov. Med drugo svetovno vojno je sprva služil na Norveškem kot saboter, nato pa je kot strokovnjak za eksplozive poveljeval enoti, ki se je ukvarjala s konstruiranjem novih orožij. Enota z nazivom MD1 je bila neposredno podrejena ministru za obrambo (Churchillu) in izven običajne vojaške hierarhije, zato je dobila vzdevek »delavnica igrač Winstona Churchilla«.